# 921
El 921 (CMXXI) fou un any comú començat en dilluns del calendari julià.

## Esdeveniments
- Enric I d'Alemanya envaeix Baviera.

## Naixements
- Edmund I, rei d'Anglaterra

## Necrològiques
- Ricard I de Borgonya, duc de Borgonya